# Hamilton Zoo
Koordinaten: 37° 46′ 28″ S, 175° 12′ 53″ O
Der Hamilton Zoo ist der Zoo der Stadt Hamilton in Neuseeland. Er ist Mitglied der Zoo and Aquarium Association Australasia  (ZAA).

## Geschichte
Im Jahr 1969 eröffnete das Ehepaar Powell einen kleinen Tierpark unter dem Namen Hilldale Game Farm. Es wurden zunächst nur einige exotische Säugetiere und Vögel zur öffentlichen Besichtigung ausgestellt. 1976 kaufte der Stadtrat von Hamilton (Hamilton City Council) das Gelände mit seinen Gebäuden und Tierbeständen und ernannte einen Zoological Trust für die Verwaltung. Als der Zoo vor einer möglichen Schließung stand, veranlasste eine öffentliche Petition im April 1984 den Stadtrat, den Zoo weiter in Betrieb zu halten. Das Ministerium für Erholung und Wohlfahrt (Department of Recreation and Welfare) übernahm das Management des Tierparks. Unter deren Leitung wurde das Gelände erweitert und ein Bildungszentrum (Zoo Education Centre) eröffnet. Die meisten Anlagen wurden von Grund auf erneuert und neu gestaltet, die Wege für die Besucher asphaltiert und umfangreiche Pflanzungen vorgenommen.

## Anlagenkonzept und Tierbestand
Im Hamilton Zoo leben auf einer Fläche von ca. 25 Hektar rund 450 Tiere. Das Artenspektrum ist nicht sehr hoch, die Tiere werden auf Anlagen gehalten, die ihnen ausgiebig Platz bieten. An Raubtieren werden Sumatra-Tiger, Geparden, Afrikanische Wildhunde und Kleine Pandas gezeigt. Zu den Steppenbewohnern zählen Breitmaulnashorn, Giraffen, Zebras, Amerikanischer Bison, Afrikanischer Strauß sowie einige Antilopenarten. Primaten sind durch Schimpansen und Lemuren vertreten. In einer großen Freiflughalle und einigen Volieren werden viele Vogelarten gezeigt. Es gibt auch eine Abteilung mit Haustieren. Nachfolgende Bild-Auswahl zeigt Tiere aus dem Bestand des Hamilton Zoos:

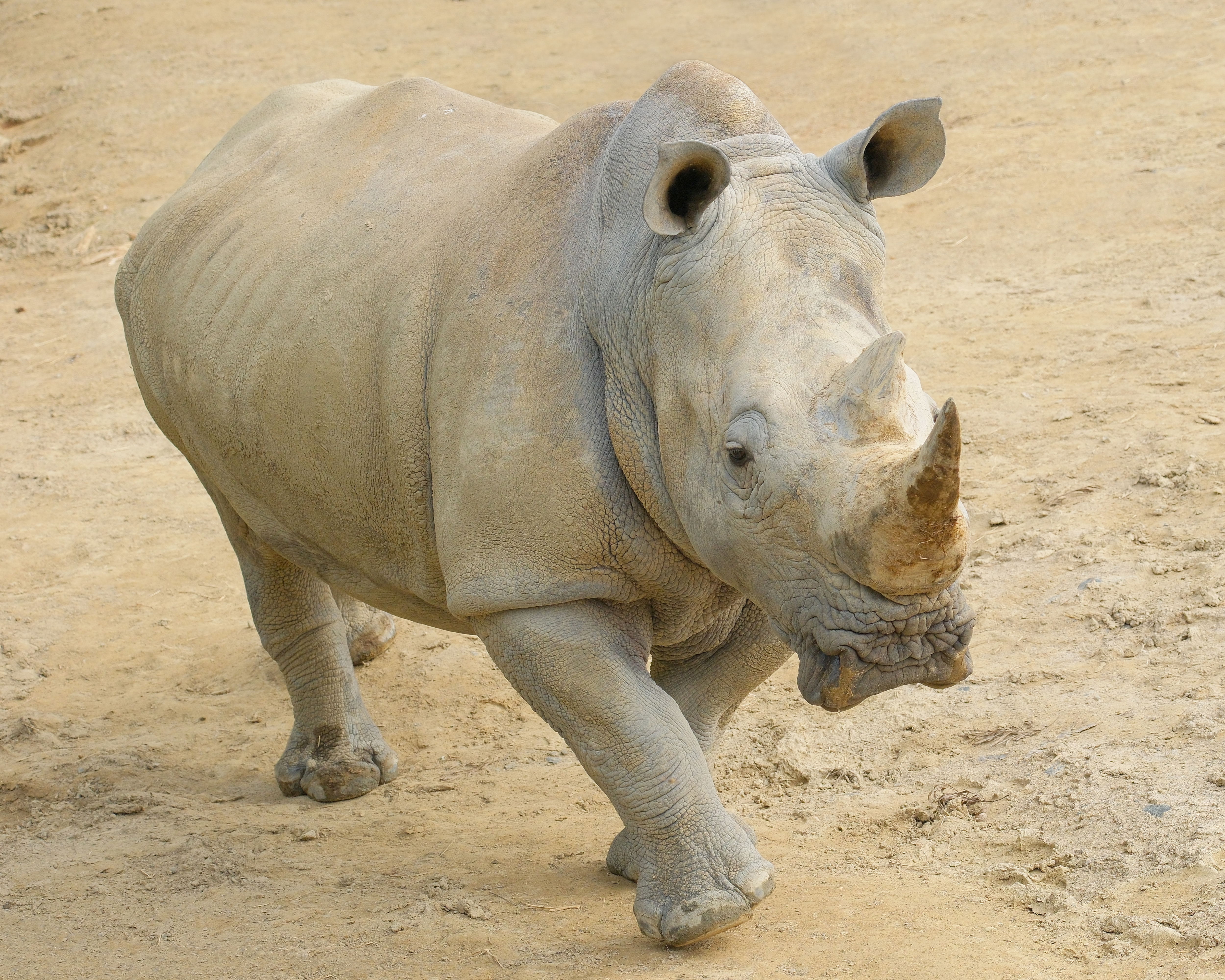
Breitmaulnashorn
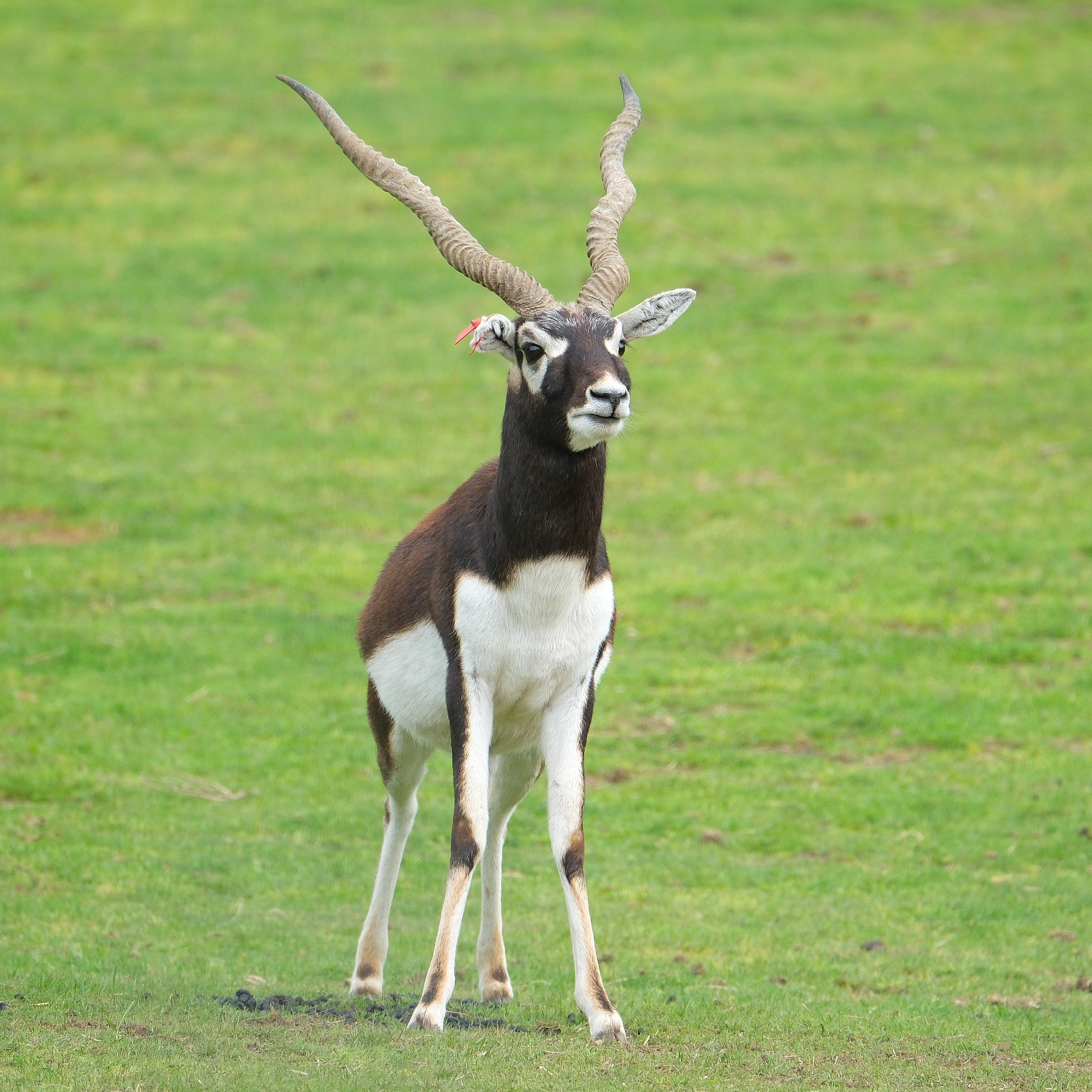
Hirschziegenantilope
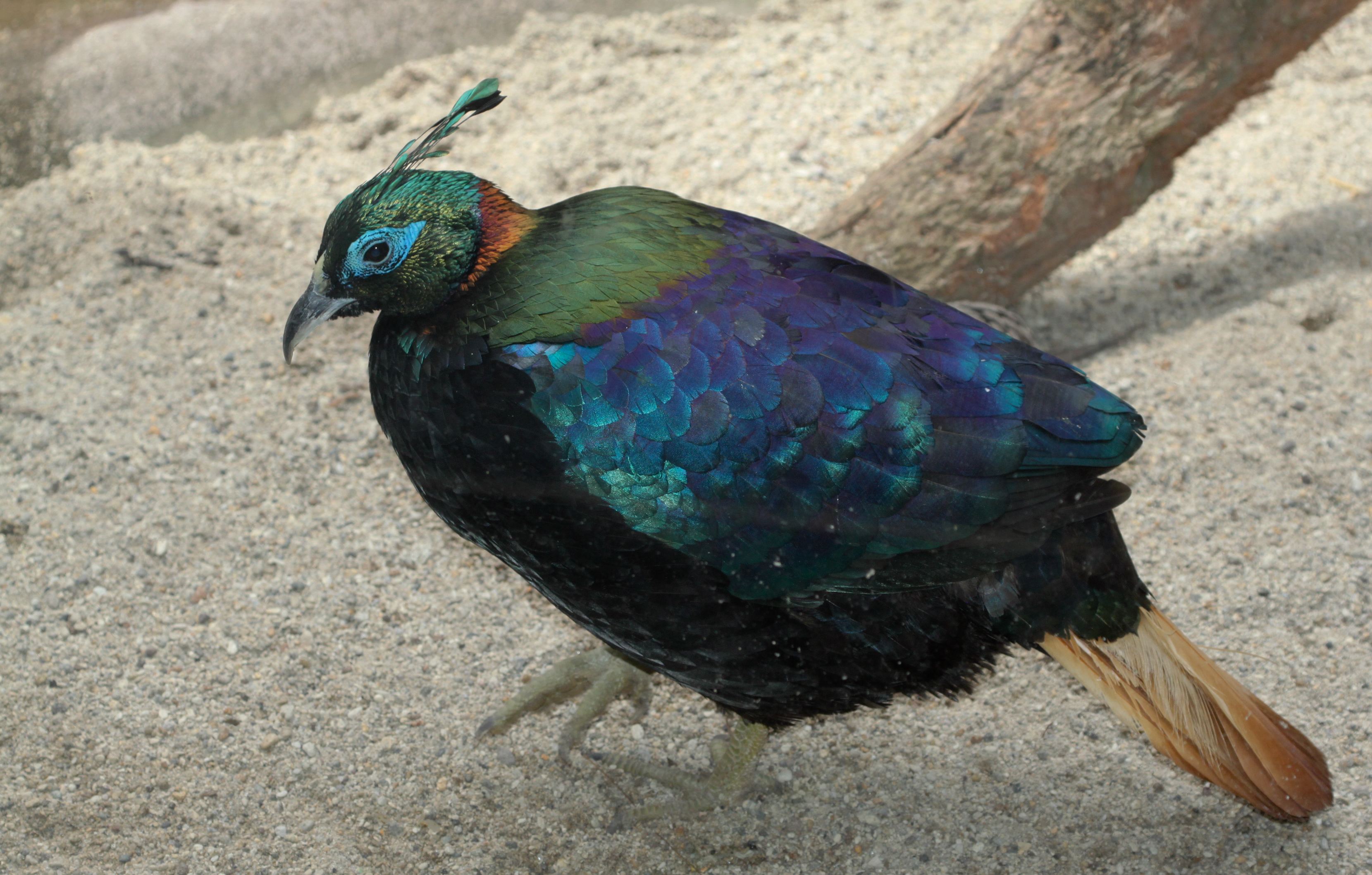
Rostschwanz-Glanzfasan
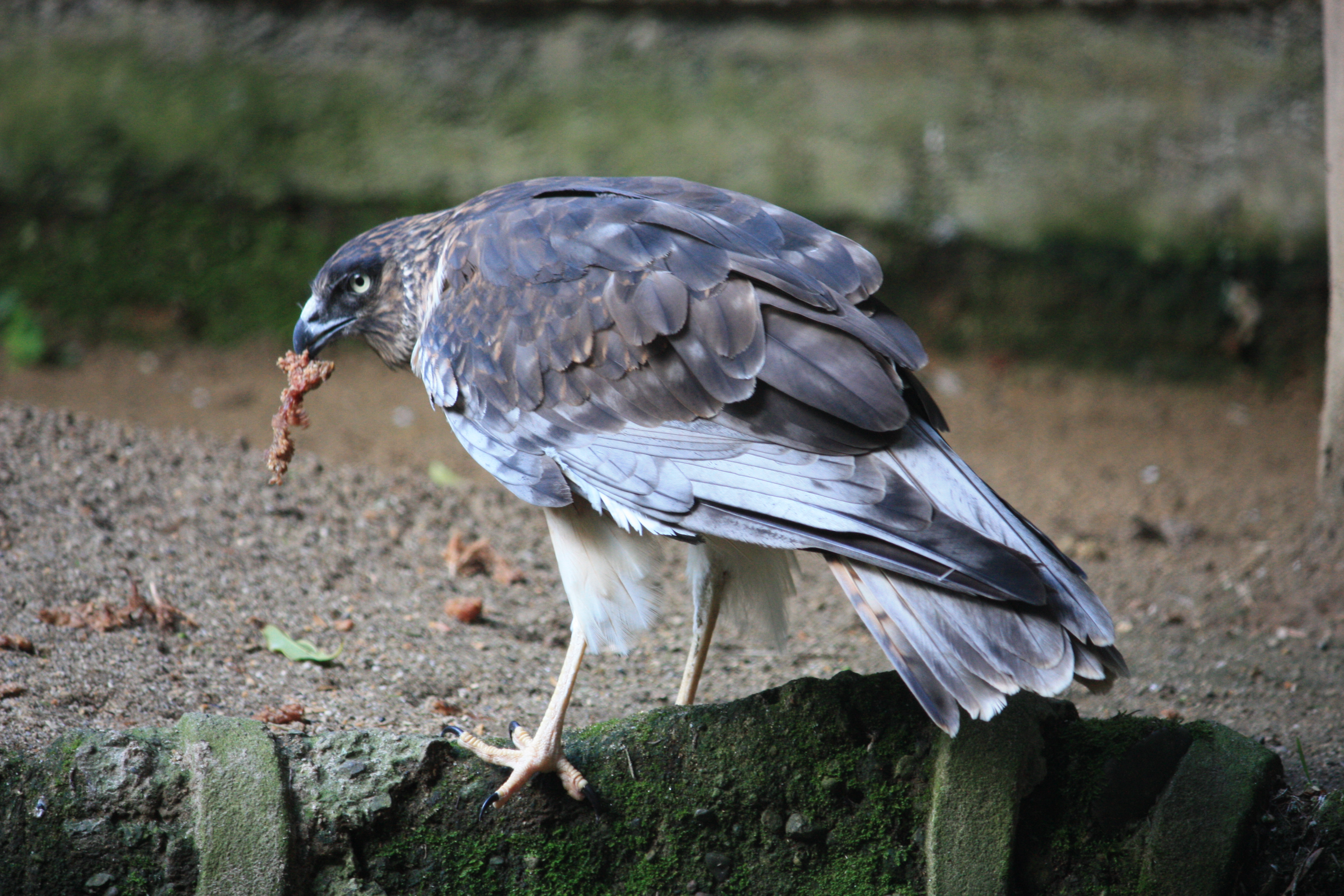
Sumpfweihe

## Tödlicher Unfall mit Sumatra-Tiger
Im September 2015 wurde eine erfahrene Tierpflegerin, die gleichzeitig Kuratorin im Zoo war, auf der Anlage für Tiger von dem elf Jahre alten männlichen Sumatra-Tiger Oz angegriffen und tödlich verletzt. Da während des Vorfalls keine weiteren Personen zugegen waren, konnten die Umstände, die zu dem Unglück führten, nicht zweifelsfrei aufgeklärt werden. Die Leitung des Zoos entschied, den Tiger nicht einzuschläfern. Oz lebte weiterhin im Zoo, wurde allerdings im Jahr 2020 aufgrund eines nicht heilbaren Nierenleidens euthanasiert.

## Arterhaltungsprogramme
Der Hamilton Zoo beteiligt sich gemeinsam mit anderen Zoos an vielen Arterhaltungs- und Nachzuchtprogrammen für gefährdete Arten. Ein Hamilton Zoo Conservation Fund wurde gegründet, um Mittel zu sammeln, die aus öffentlichen Spenden sowie den Erlösen aus speziellen Naturschutzveranstaltungen stammen. Zum Teil werden Druckschriften, die Arterhaltungsthemen zum Inhalt haben, an die Besucher verteilt.